# Municipio de Mapleton (Minnesota)
El municipio de Mapleton (en inglés: Mapleton Township) es un municipio ubicado en el condado de Blue Earth en el estado estadounidense de Minnesota. En el año 2010 tenía una población de 310 habitantes y una densidad poblacional de 3,47 personas por km².

## Geografía
El municipio de Mapleton se encuentra ubicado en las coordenadas 43°53′30″N 93°55′45″O / 43.89167, -93.92917. Según la Oficina del Censo de los Estados Unidos, el municipio tiene una superficie total de 89.25 km², de la cual 88,5 km² corresponden a tierra firme y (0,84 %) 0,75 km² es agua.

## Demografía
Según el censo de 2010, había 310 personas residiendo en el municipio de Mapleton. La densidad de población era de 3,47 hab./km². De los 310 habitantes, el municipio de Mapleton estaba compuesto por el 97,74 % blancos, el 0,65 % eran afroamericanos, el 0,97 % eran asiáticos y el 0,65 % eran de una mezcla de razas. Del total de la población el 3,23 % eran hispanos o latinos de cualquier raza.